# Winston Mankunku
Winston Mankunku (* 21. Juni 1943 in Retreat, Kapstadt; † 12. Oktober 2009 in Kapstadt; eigentlicher Name Winston Monwabisi Ngozi) war ein südafrikanischer Musiker des Cape Jazz (Tenor- und Sopransaxophon).

## Leben und Wirken
Seine Mutter sorgte für die Entfaltung seiner Musikalität; der Autodidakt spielte zunächst Klavier, dann Trompete, bevor er sechzehnjährig zum Saxophon fand. In den frühen 1960er Jahren wurde er – wie viele andere – nach Gugulethu umgesiedelt. Er wurde von Musikern der Kapstädter Szene wie Midge Pike, Parks Joya, „Cups & Saucers“ Nkanuka und Merton Barrow ebenso beeinflusst wie von John Coltrane. Früh spielte er in bewusstem Verstoß gegen die Apartheidsgesetze Konzerte mit Musikern anderer ethnischer Herkunft – aus Angst vor Repressionen hinter einem Vorhang und unter dem Pseudonym Winston Mann (was später zu seinem Künstlernamen führte).
1968 nahm er mit dem Trio von Early Mabuza das Album Yakhal’ Inkomo auf, das sich sehr gut verkaufte und dessen Stück Dedication John Coltrane und Horace Silver gewidmet ist. Trotz Auszeichnung als „Jazzmusiker des Jahres“ auf dem Castle Lager Jazz Festival konnte er aber kaum sein Leben als Musiker fristen. 1969 nahm er mit dem Chris Schilder Quintet auf, 1975 mit The Cliffs sowie 1976 (unter Pseudonym) auf Sammy Hartmans Album District Six. 1976 machte ihn Bassist Johnny Gertze mit dem Pianisten Mike Perry bekannt, mit dem er ab den frühen 1980er Jahren für lange Zeit zusammenarbeitete. Die beiden nahmen 1987 das Album Jika auf, teilweise mit exilierten Musikern in London. 1989 tourten beide mit Dudu Pukwana, Lucky Ranku und Ernest Mothle durch Großbritannien. Auch gab er in Deutschland sowie 1993 in Skandinavien Konzerte. 1996 war er mit Jack van Poll in Belgien auf Tournee, wo es auch zum Zusammenspiel mit Toots Thielemans kam. Das Album Molo Africa enthielt den Hit „A Song for Bra Des Tutu“ und wurde 1999 mit dem South African Music Award (SAMA) als bestes traditionelles Jazzalbum ausgezeichnet.
Mankunku arbeitete zudem in verschiedenen Projekten mit der Band The Soul Jazz Men aus Port Elizabeth. Er spielte mit den meisten wichtigen Musikern der südafrikanischen Szene, etwa mit Barney Rachabane, Chris McGregor, Victor Ntoni, Monty Weber, Abdullah Ibrahim, Pat Matshikiza, Sandile Shanga, Darius Brubeck und Roger Khosa. Auch trat er mit Chick Corea, Joe Henderson und Manu Dibango auf.

## Diskographische Hinweise
- Yakhal’ Inkomo (1968, mit Lionel Pillay, Agrippa Magwaza, Early Mabuza)
- Chris Schilder Quartet feat. Mankunku Springtime in the Cape (1969, mit Philip Schilder, Gary Kriel, Gilbert Matthews)
- Winston Mankunku & Mike Perry Jika (1987, mit Richard Pickett, Mike Campbell, Bheki Mseleku, Russell Herman, Claude Deppa, Lucky Ranku)
- Winston Mankunku & Mike Perry Dudula (1996, mit Spencer Mbadu, Richard Pickett, Errol Dyers, Charles Lazar, Buddy Wells, Marcus Wyatt, Graham Beyer, The Merton Barrow String Quintet)
- Molo Africa (1997–1998, mit Feya Faku, Tete Mbambisa, Errol Dyers, Basil Moses, Lionel Beukes und Vusi Khumalo)
- Abantwana be Afrika (2003, mit Andile Yenana, Herbie Tsoaeli, Prince Lengoasa und Lulu Gontsana)